# Berti Vogts
Hans-Hubert „Berti“ Vogts (* 30. Dezember 1946 in Büttgen, heute zu Kaarst), Spitzname Terrier, ist ein ehemaliger deutscher Fußballspieler und Fußballtrainer.
Berti Vogts spielte innerhalb von 14 Jahren 419-mal in der Fußball-Bundesliga für Borussia Mönchengladbach. Kein anderer Spieler war in der Bundesliga häufiger für diesen Verein aktiv. Als Mannschaftskapitän führte er die Borussia 1975 und 1979 jeweils zum UEFA-Pokal-Sieg und war beim Gewinn aller fünf Meisterschaften des Vereins Teil der Mannschaft; in der Nationalmannschaft kam er 96-mal zum Einsatz und wurde Europameister 1972 und Weltmeister 1974. Bei der Weltmeisterschaft 1978 war Vogts Mannschaftskapitän der deutschen Mannschaft.
Er trainierte die Nationalmannschaften von Deutschland, Kuwait, Schottland (er ist der einzige Nichtschotte, der jemals Trainer dieser Nationalmannschaft war), Nigeria und Aserbaidschan. Sein größter Erfolg als Trainer war der Gewinn der Europameisterschaft 1996.

## Spielerkarriere

### Vereinskarriere
Vogts begann seine fußballerische Karriere beim VfR Büttgen, für den er von 1954 bis 1965 spielte. In seinem 18. Lebensjahr wechselte er zum FC Borussia-Mönchengladbach und blieb dort bis 1979, zuletzt als Mannschaftskapitän. In der ersten Runde des DFB-Pokals 1978/79 erlitt Vogts einen Bein- und Knöchelbruch, trainierte ab Januar 1979 nach fünfmonatiger Pause wieder und kehrte Ende April 1979 im UEFA-Pokal aufs Spielfeld zurück, war eigener Aussage nach aber lediglich zu 70 Prozent fit. Zu diesem Zeitpunkt stand aber bereits seit Monaten fest, dass er Jugendtrainer beim Deutschen Fußball-Bund werden und deshalb seine Karriere nach dem Saisonschluss beenden würde. Insgesamt bestritt er für Mönchengladbach 419 Bundesligaspiele, wobei er als Verteidiger 33 Tore erzielte und wurde fünfmal Deutscher Meister, einmal DFB-Pokalsieger und zweimal UEFA-Pokalsieger. Bei seinen 64 Europapokalspielen schoss er acht Tore. Mitte Mai 1979 fand ein Abschiedsspiel für Vogts statt, in dem im ausverkauften Bökelbergstadion Mönchengladbach (mit Vogts) die deutsche Nationalmannschaft mit 6:2 besiegte.
Weil er seinen Gegnern stets zusetzte, wurde der kämpferische Vogts auch „Der Terrier“ genannt. Er gilt als trainingsorientierter Spieler, der mit großem Fleiß zur Weltklasse gelangte.

### Nationalmannschaft

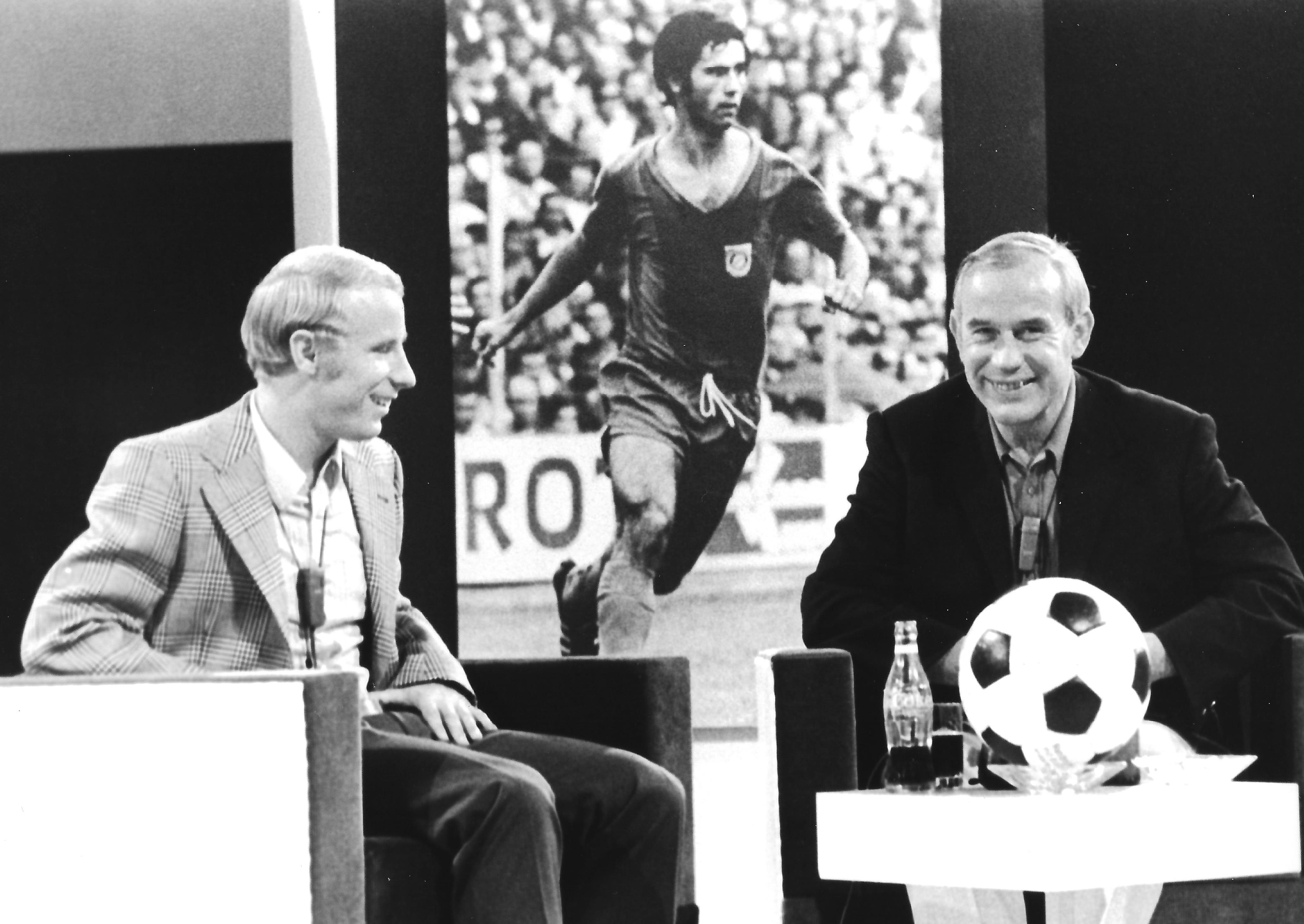
Vogts und Weisweiler, Funkausstellung 1970 in Düsseldorf

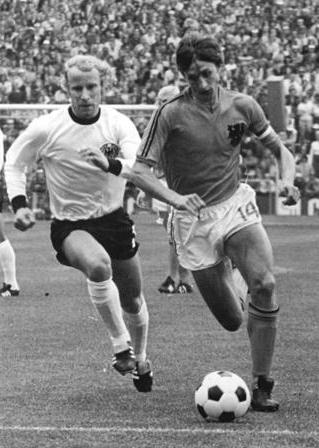
Berti Vogts (links) beim Spiel gegen die Niederlande (1974), Johan Cruyff am Ball

In der deutschen Fußballnationalmannschaft spielte Vogts von 1967 bis 1978. Sein erstes Länderspiel war das mit 0:1 verlorene EM-Qualifikationsspiel in Belgrad gegen Jugoslawien am 3. Mai 1967. Zuvor hatte er drei U-23-Länderspiele und neun Jugendländerspiele bestritten. Er absolvierte insgesamt 96 A-Länderspiele, in denen er ein Tor erzielte (beim 8:0 gegen Malta am 28. Februar 1976 traf er zum 7-0). Er kam in 85 % der ausgetragenen Länderspiele zum Einsatz, lediglich Franz Beckenbauer erreichte von den Spielern mit mindestens 80 Einsätzen eine höhere Quote. Vogts stand dabei in 95 Spielen in der Startaufstellung und wurde lediglich dreimal ausgewechselt. Außerdem war er 20-mal Spielführer.
Der Höhepunkt seiner Länderspielkarriere ist der Gewinn der Weltmeisterschaft 1974 in Deutschland. Bei der gewonnenen Europameisterschaft 1972 gehörte er zum Kader, kam aber verletzungsbedingt nicht zum Einsatz. 1976 erreichte die Nationalmannschaft das Endspiel um die Europameisterschaft, verlor jedoch im Elfmeterschießen. Seine Länderspielkarriere endete am 21. Juni 1978 mit dem mit 2:3 verlorenen WM-Zwischenrundenspiel gegen Österreich in Argentinien, bei dem er ein Eigentor schoss. Nach dem Turnier, in dem er die deutsche Mannschaft als Kapitän anführte, sagte Vogts in Bezug auf die herrschende Militärjunta: „Argentinien ist ein Land, in dem Ordnung herrscht. Ich habe keinen einzigen politischen Gefangenen gesehen.“

## Trainerkarriere
Nach seiner aktiven Fußballerkarriere wurde Berti Vogts zunächst von 1979 bis 1990 Nachwuchstrainer (Juniorentrainer) beim Deutschen Fußballbund (DFB), wo er hauptsächlich für die U-21-Nationalmannschaft zuständig war. Er betreute diese von September 1979 bis Mai 1990 in 79 Spielen (39 Siege, 23 Remis, 17 Niederlagen bei 135:67 Toren). Zeitgleich war er von September 1979 bis Mai 1983 für die B-Jugend-Nationalmannschaft (U16) in 9 Spielen (7 Siege, 2 Niederlagen bei 21:5 Toren) sowie von Juli 1983 bis November 1989 für die A-Jugend-Nationalmannschaft U18/U17 in 85 Spielen (48 Siege, 19 Remis, 18 Niederlagen bei 169:75 Toren) tätig. Die U-20-Nationalmannschaft betreute Vogts von September 1986 bis Oktober 1987 in 13 Spielen (9 Siege, 1 Remis, 3 Niederlagen bei 24:8 Toren), mit der er den 3. Platz bei der U-19-Europameisterschaft erreichte sowie Vize-U20-Weltmeister wurde. Von 1986 bis 1990 war Vogts unter Teamchef Franz Beckenbauer in ca. 40 Spielen als Trainerassistent tätig. Von 1990 bis 1998 war er Bundestrainer. Dabei stand er in 102 Spielen (66 Siege, 24 Remis, 12 Niederlagen) an der Seitenlinie. Vogts erreichte zwar nach Joachim Löw und Helmut Schön die meisten Siege als Bundestrainer, saß jedoch auch nach Löw und Schön die meisten Spiele als Bundestrainer auf der Bank, wenn man die Reichstrainerzeit von Sepp Herberger nicht mitzählt. Er erreichte als Bundestrainer sowohl mit alter Punktwertung (2 Punkte pro Spiel) als auch mit neuer Wertung (3 Punkte) noch vor Löw die beste Quote aller Bundestrainer (1,53 bzw. 2,18 Punkte pro Spiel). Während seiner Amtszeit oft sehr umstritten, blieb sein größter Erfolg in acht Jahren als Bundestrainer – abgesehen von drei erfolgreich bestrittenen Turnierqualifikationen – der Gewinn des Titels bei der EM 1996 in England. Zudem wurde Deutschland unter seiner Leitung Vize-Europameister bei der EM 1992 in Schweden und gewann 1993 in den USA den nur wenig in Erinnerung gebliebenen U.S. Cup (Gegner: Brasilien, USA, England), der in jenem Jahr den Charakter eines Vorbereitungsturniers für die WM 1994 hatte. Bei den Weltmeisterschaften 1994 in den USA und 1998 in Frankreich erreichten die von Vogts geführte Nationalmannschaft jeweils das Viertelfinale.
Der als Spieler durchaus populäre Vogts hatte als Bundestrainer bei den Medien und der Fußballanhängerschaft stets einen schweren Stand. Als Ursache dafür wird u. a. sein bisweilen als ungeschickt empfundener Umgang mit den Medien oder die begrenzte Fähigkeit zur Führung charakterlich schwieriger Spieler gesehen. Auch die Tatsache, dass der sehr populäre Beckenbauer sein Vorgänger war, erschwerte für ihn die Situation. Nach dem unerwarteten Ausscheiden als ein Turnierfavorit bei der WM 1994 im Viertelfinale gegen Bulgarien und öffentlich ausgetragenen Querelen innerhalb der Mannschaft, z. B. um die Spielerfrauen oder den damaligen Nationaltorwart Bodo Illgner, soll ihn nach eigenen Angaben nur ein Telefonat mit dem damaligen Bundeskanzler Helmut Kohl und die Solidarität des DFB-Präsidenten Egidius Braun vom Rücktritt abgehalten haben. Mit dem Titelgewinn bei der EM 1996 erreichte seine Popularität als Bundestrainer dann ihren Höhepunkt, sank jedoch nach dem Ausscheiden Deutschlands im Viertelfinale der WM 1998 wieder rapide ab. Vogts’ Bestrebungen, dennoch im Amt zu bleiben, um einen erforderlichen Neuaufbau der Nationalmannschaft noch selbst betreiben zu können, erwiesen sich nach einem ernüchternd verlaufenen Lehrgang auf der Insel Malta Anfang September 1998 (2:1 gegen Malta, 1:1 gegen Rumänien) als nicht mehr realisierbar.
Nach Vogts’ Rücktritt als Nationaltrainer im September 1998 wurde er am 9. November 2000 Cheftrainer von Bayer 04 Leverkusen. Dort erreichte er jedoch trotz guter Mannschaft (u. a. Robert Kovač, Jens Nowotny, Carsten Ramelow, Michael Ballack, Bernd Schneider, Zé Roberto, Ulf Kirsten und Oliver Neuville) und zeitweiliger Tabellenführung am Saisonende nur den vierten Platz in der Bundesliga und ging am 21. Mai 2001. Danach erfolgte ein etwa halbjähriger Einsatz vom 12. August 2001 bis 28. Februar 2002 als Nationaltrainer von Kuwait (zehn Spiele). Schließlich berief ihn der schottische Fußballverband am 1. März 2002 als ersten nichtschottischen Trainer zum Nationaltrainer von Schottland, wo er einen Neuaufbau der schottischen Mannschaft mit jungen Spielern durchführen sollte. Unter Verzicht auf etablierte Spieler verpasste er jedoch die Qualifikation für die EM 2004. Nach schlechtem Start in die Qualifikationsrunde für die WM 2006 mit nur zwei Punkten aus drei Spielen trat Vogts am 1. November 2004 nach 32 Spielen, davon zwei gegen Deutschland in der Qualifikation für die EM 2004, zurück. Vogts begründete in der Öffentlichkeit die Beendigung seiner Tätigkeit als Nationaltrainer nicht mit dem ausgebliebenen sportlichen Erfolg der (auch vor und nach seiner Amtszeit nicht sonderlich erfolgreichen) schottischen Nationalmannschaft. Er erklärte vielmehr, für viele Sportjournalisten überraschend, dass durch andauernde Belästigungen und Schmähungen aufdringlicher schottischer Fußballfans, die sogar seine Privatsphäre angetastet hätten, die zur Fortführung seiner Arbeit notwendige ruhige und sachliche Atmosphäre nicht mehr gegeben gewesen wäre.
Im Januar 2007 unterschrieb Vogts einen Vertrag beim nigerianischen Fußballverband. Am 1. März 2007 übernahm er dort das Amt des Nationaltrainers. Ziel war es, die Mannschaft zur WM 2010 zu führen. Als Assistenten verpflichtete er Thomas Häßler und Uli Stein. Am 24. März 2007 gewann die nigerianische Nationalmannschaft ihr erstes Spiel unter dem deutschen Trio mit 1:0 gegen Uganda. Bei der Afrikameisterschaft 2008 erreichte sein Team nur knapp die Endrunde und schied im Viertelfinale gegen Ghana aus. Immer wieder kritisierte Vogts den nigerianischen Verband für ausstehende Prämien und Gehälter für sich und seine Spieler. Am 20. Februar 2008 legte Vogts das Amt des Cheftrainers Nigerias nach 15 Spielen nieder.

Am 4. April 2008 unterschrieb er als Trainer der aserbaidschanischen Nationalmannschaft einen Vertrag mit Laufzeit bis 2009. Nach erfolgreichen Resultaten wurde der Vertrag mit der AFFA bis zum Ende der Qualifikationsrunde zur EM 2012 verlängert. Dabei traf er sowohl in der Qualifikation für die WM 2010 als auch in der Qualifikation für die EM 2012 auf die deutsche Mannschaft. Er ist damit der erste deutsche Trainer, der sechsmal mit einer anderen Nationalmannschaft gegen Deutschland antrat. Am 11. November 2011 saß er beim Spiel gegen Albanien zum 200. Mal als Nationaltrainer auf der Bank, davon 41-mal für Aserbaidschan. Nur fünf Nationaltrainer haben mehr Länderspiele. Ende Oktober 2011 hatte Vogts zunächst seinen Abschied aus Aserbaidschan angekündigt, am 30. November verlängerte er aber seinen Vertrag bis 2014.

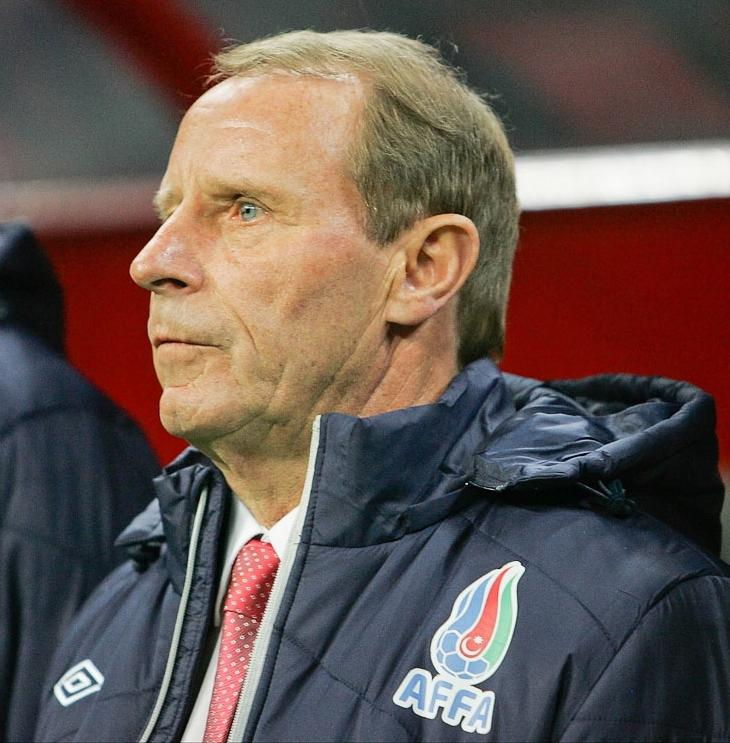
Vogts im Jahr 2012

 Im Dezember 2013 verlängerte er seinen Vertrag um zwei weitere Jahre und führte Aserbaidschan in die Qualifikation zur EM 2016. Vogts agierte während der FIFA Fußball-Weltmeisterschaft 2014 in Brasilien, bei der die USA in der Vorrunde auch auf Deutschland traf, als Scout und Technischer Berater für die Fußballnationalmannschaft der Vereinigten Staaten. Die Arbeit als Nationaltrainer Aserbaidschans beendete Vogts am 17. Oktober 2014 aus eigenem Antrieb. Der misslungene Start in die Qualifikation zur EURO 2016 und die fehlende Perspektive gaben dafür den Ausschlag. Seit März 2015 war Vogts erneut als Berater der US-Amerikaner tätig und unterstützte Trainer Jürgen Klinsmann unter anderem bei der Copa América Centenario 2016.

## Privates
Vogts, Sohn eines Schuhmachers, verlor im Alter von zwölf Jahren zunächst seine Mutter, die an Leukämie starb. Ein Jahr später starb sein Vater nach Herzproblemen. Vogts lebte danach in finanziell sehr bescheidenen Verhältnissen bei seiner Tante, bei der er seine restliche Jugend verbrachte. Er machte nach dem Besuch der Volksschule als 19-Jähriger eine Handwerkslehre in der Metallverarbeitung (Werkzeugmacher). Nach der Lehre begann er, bei Borussia Mönchengladbach Fußball zu spielen. Einige Beobachter meinen, der Trainer Hennes Weisweiler sei dann einige Jahre für ihn so etwas wie eine Vaterfigur gewesen.
Vogts ist geschieden und hat einen Sohn. Seine spätere Frau Monika hatte er während der WM 1974 am Abend nach der Wasserschlacht von Frankfurt in Frankfurt am Main, wo er auch wohnte, kennengelernt. Ende Februar 2007 wurde er für sechs Jahre in den Kirchenvorstand seiner Heimatgemeinde St. Dionysius in Kleinenbroich gewählt.

## Verschiedenes
1994 sang Stefan Raab in seiner Sendung „Vivasion“ während der Berichterstattung zur Fußball-WM in den USA live einen spöttischen Rap-Song über den damaligen Bundestrainer Berti Vogts. Kurz darauf veröffentlichte er das Lied als Stefan Raab & die Bekloppten unter dem Titel Böörti Böörti Vogts; es erreichte im Juli 1994 Platz vier der deutschen Hitparade.
Auf der Single Bayern hat verloren (1995) der Gruppe Norbert & die Feiglinge existiert ein weiterer Titel über Vogts namens Mitleid mit Berti Vogts.
Vogts hatte 1977 einen Gastauftritt in der Folge 8 von Didi als Torwart wider Willen aus der Reihe Nonstop Nonsens mit Dieter Hallervorden. Einen weiteren Kurzauftritt hatte er in der Tatort-Folge 403 des NDR (Habgier, Erstausstrahlung: 10. Januar 1999), bei dem er seinem Nachbarn das von dem kleinen Axel vor die Tür gesetzte Kaninchen zurückbringt und dadurch die gesamte Familie vor dem Tod durch eine Gasexplosion rettet.
Des Weiteren ist Vogts im Kuratorium des Deutsch-Aserbaidschanischen Forums.
Nach dem Tod Franz Beckenbauers schlug Vogts im Januar 2024 vor, den DFB-Pokal nach Beckenbauer zu benennen.

## Titel, Erfolge und Ehrungen
als Spieler
- Weltmeister: 1974
- Europameister: 1972
- Vize-Europameister: 1976
- UEFA-Pokalsieger: 1975, 1979

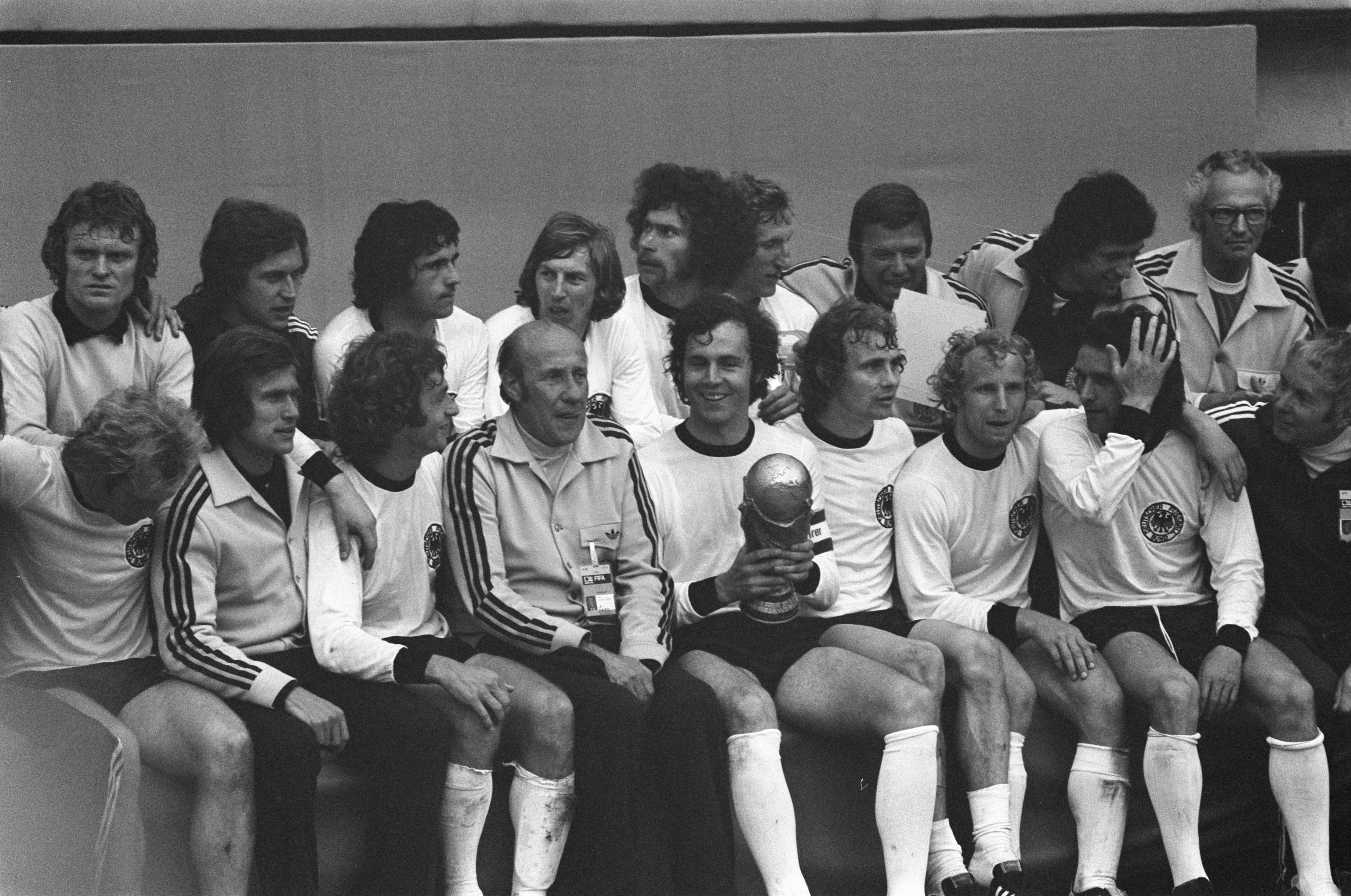
Berti Vogts (untere Reihe, 3. von rechts) nach dem Finalspiel der WM 1974 in München

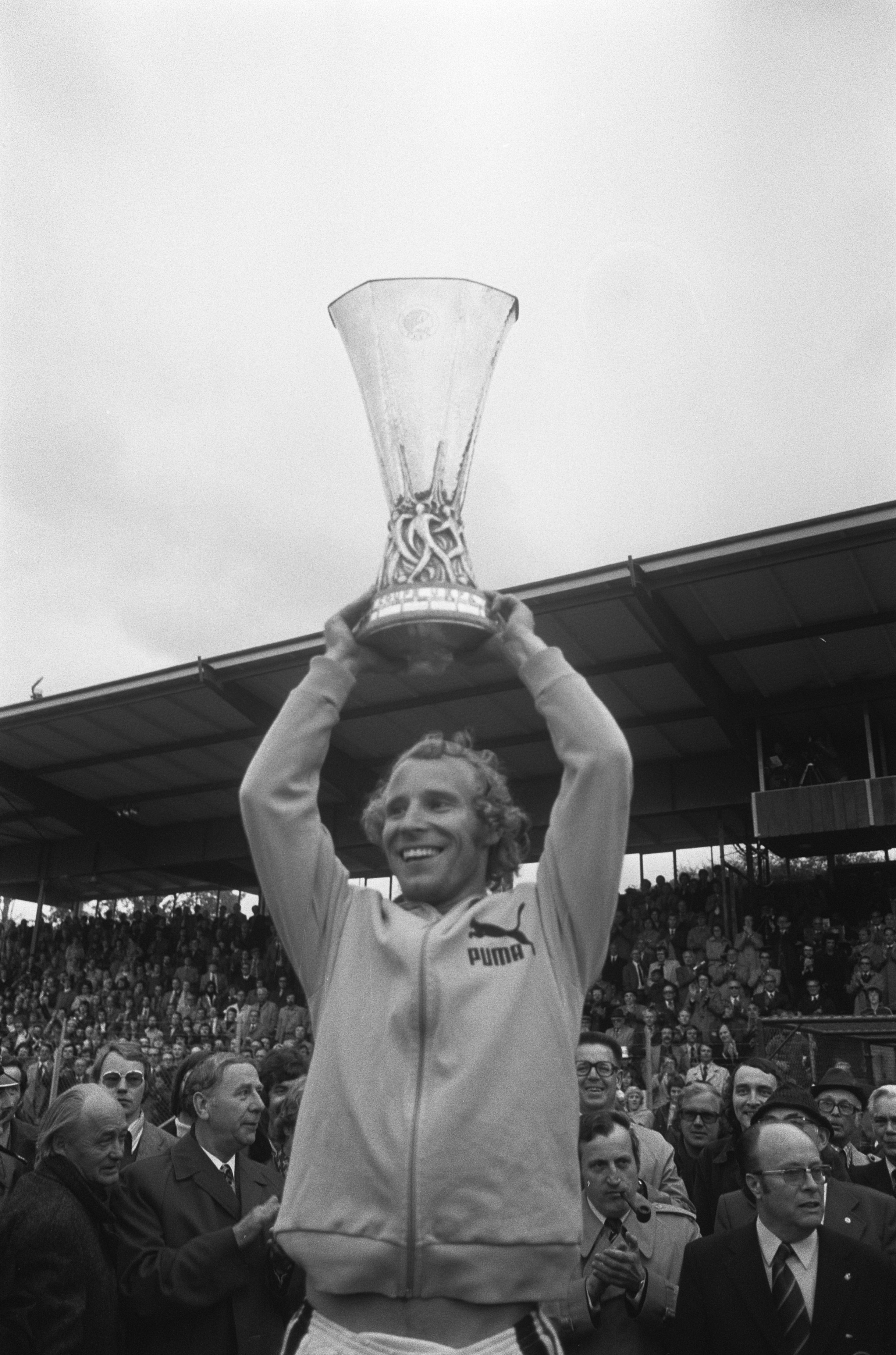
Berti Vogts mit dem UEFA-Pokal, 1975

- Deutscher Meister: 1970, 1971, 1975, 1976, 1977
- Deutscher Pokalsieger: 1973 (DFB)
- Fußballer des Jahres in Deutschland: 1971, 1979

als Trainer
- Vize-Europameister: 1992
- Europameister: 1996

als Co-Trainer
- Weltmeister: 1990

Ehrungen
- 1980: DFB-Ehrenschild
- 1982: Goldene Ehrennadel des VfR Büttgen
- 1994: Silbernes Lorbeerblatt
- 1995: Mann des Jahres im deutschen Fußball
- 1996: Ehrung als Weltnationaltrainer
- 1996: Bundesverdienstkreuz 1. Klasse
- Einstufung als Weltklasse in der Rangliste des deutschen Fußballs: 11-mal zwischen 1968 und 1976